# Sudan
Il Sudan (in arabo السودان‎, as-Sūdān, pronuncia italiana: [suˈdan]), ufficialmente Repubblica del Sudan (in arabo جمهورية السودان‎, Jumhūriyyat as-Sūdān, in inglese Republic of the Sudan), è uno Stato arabo-africano, che confina con l'Egitto a nord, con il mar Rosso a nord-est, con l'Eritrea e l'Etiopia a est, con il Sudan del Sud a sud, con la Repubblica Centrafricana a sud-ovest, con il Ciad a ovest e con la Libia a nord-ovest. Il Paese viene diviso longitudinalmente dal Nilo in due metà (orientale e occidentale). La popolazione del Sudan è una combinazione di abitanti autoctoni della valle del Nilo e di discendenti di immigrati dalla Penisola arabica. La stragrande maggioranza della popolazione oggi abbraccia l'Islam a nord, ma ci sono forti concentrazioni di cristiani e di animisti a sud. Il nome Sudan deriva dall'espressione araba Bilād al-Sūdān, ossia "Paese degli uomini neri".
La popolazione del Sudan ha una lunga storia fin dall'antichità, che si intreccia con la storia dell'Egitto. Il Sudan ha sofferto diciassette anni di guerra civile, durante la guerra civile sudanese (1955-1972), seguita dalla seconda guerra civile sudanese (1983-1998) tra il governo centrale del Sudan e il SPLA/M del Sudan del sud. A causa delle continue lotte politiche e militari, il Sudan ha subito un incruento colpo di Stato dal colonnello Omar al-Bashir, nel 1989, che si proclamò presidente del Sudan. La guerra civile si è conclusa con la firma di un accordo globale di pace che ha concesso l'autonomia a quella che allora era la regione meridionale del Paese. In seguito, un referendum tenutosi nel gennaio 2011 (come previsto dagli accordi di pace) ha decretato la separazione del Sudan del Sud dal Paese, avvenuta il 9 luglio 2011 con il consenso del Sudan.
Nel 2019, a fronte di massicce proteste popolari che chiedevano le dimissioni di al-Bashir, l'esercito sudanese ha destituito il presidente tramite un colpo di Stato assumendo transitoriamente il controllo del Paese e accordandosi per attuare, entro il 2022, una transizione democratica. Venne dunque fondato un Consiglio Sovrano composto da civili e militari, che avrebbe dovuto governare il Paese e svolgere le funzioni congiunte di capo di stato, e venne nominato un nuovo primo ministro civile. All’avvicinarsi della data di transizione, tuttavia, l’esercito ha ordito un nuovo colpo di stato che ha interrotto la transizione. Questa è ripresa in seguito a nuovi accordi, salvo essere nuovamente interrotta a causa di forti tensioni iniziate a partire da marzo-aprile 2023, che hanno visto il Paese subire un nuovo tentativo di colpo di Stato e l'inizio di conflitti armati fra le diverse fazioni componenti il regime militare.
Membro delle Nazioni Unite, il Sudan aderisce anche all'Unione africana, alla Lega araba, all'Organizzazione per la cooperazione islamica e al Movimento dei paesi non allineati, oltre ad avere lo status di osservatore nell'Organizzazione mondiale del commercio. La sua capitale è Khartum, il centro politico, culturale e commerciale della nazione. Ufficialmente una repubblica presidenziale federale democratica rappresentativa, la situazione politica del Sudan è ampiamente considerata dalla comunità internazionale come instabile e autoritaria, a causa dei numerosi colpi di stato e delle frequenti guerriglie interne.

## Storia

### Preistoria

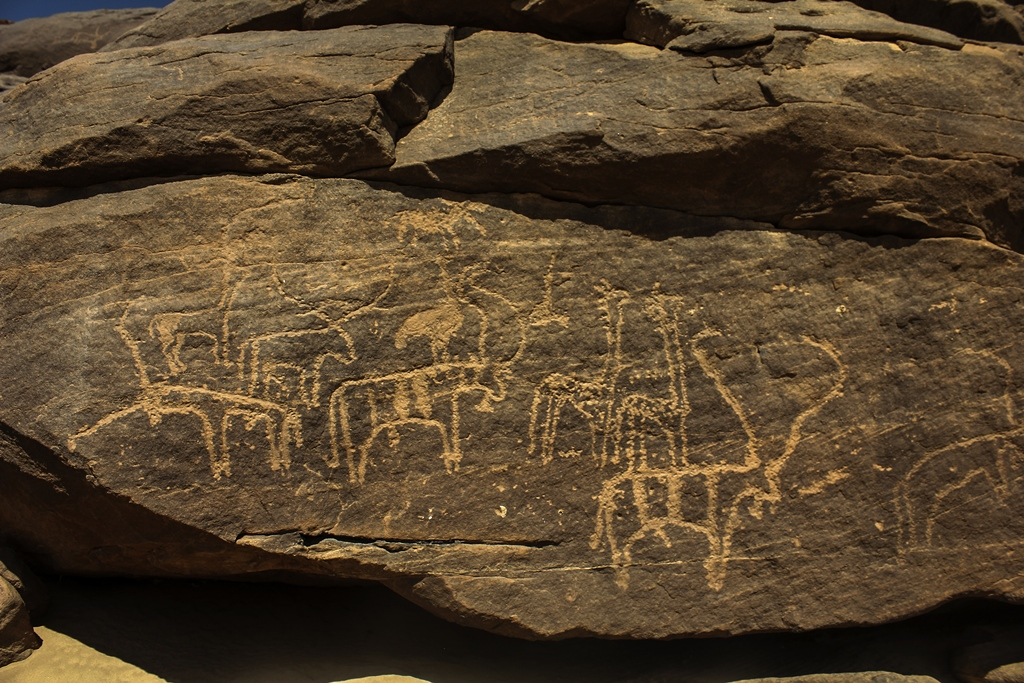
Tori rappresentati nel sito di arte rupestre di Sabu-Jaddi

Entro l'ottavo millennio a.C., un popolo di una cultura neolitica si era stabilito sulla valle del Nilo. Aveva uno stile di vita sedentario e viveva in villaggi fortificati di mattoni di fango, integrando la caccia e la pesca con la raccolta del grano e l'allevamento del bestiame. Durante il quinto millennio a.C., le migrazioni dal Sahara in prosciugamento portarono popolazioni neolitiche nella valle del Nilo insieme all'agricoltura. La popolazione risultante da questa mescolanza culturale e genetica sviluppò una sua gerarchia sociale nei secoli successivi, diventando il Regno di Kush (con la capitale Kerma). La ricerca antropologica e archeologica indica che durante il periodo pre-dinastico la Bassa Nubia e l'Alto Egitto di Magadan erano etnicamente e culturalmente quasi identici, e quindi si ebbe l'affermazione simultanea di sistemi di regalità faraonica nel 3300 a.C. Insieme ad altri paesi sul Mar Rosso, il Sudan è considerato il luogo più probabile della terra nota agli antichi egizi come Punt (o "Ta Netjeru", che significa "Terra di Dio"), la cui prima menzione risale al X secolo a.c.
Nel Sudan orientale compare intorno al 4000 a.C. il gruppo Butana. Questo popolo produceva semplici ceramiche decorate, viveva in capanne rotonde ed era molto probabilmente dedito alla pastorizia e alla caccia, ma consumava anche lumache di terra ed esistono prove di una realtà produttiva agricola.
Il gruppo Gash, nato intorno al 3000 a.C. costituisce una cultura preistorica conosciuta in diversi luoghi. Questo popolo produceva ceramiche decorate e viveva di agricoltura e allevamento di bestiame. Mahal Teglinos era un luogo importante di circa 10 ettari. Al centro furono scavate case in mattoni di fango. I sigilli e le impronte dei sigilli attestano un livello di amministrazione elevato. Le sepolture in un cimitero d'élite erano contrassegnate da pietre tombali grezze. Nel secondo millennio seguì il gruppo Jebel Mokram. Produceva ceramiche con semplici decorazioni incise e viveva in semplici capanne rotonde. L'allevamento del bestiame era molto probabilmente la sua base economica.

### Il regno della Nubia

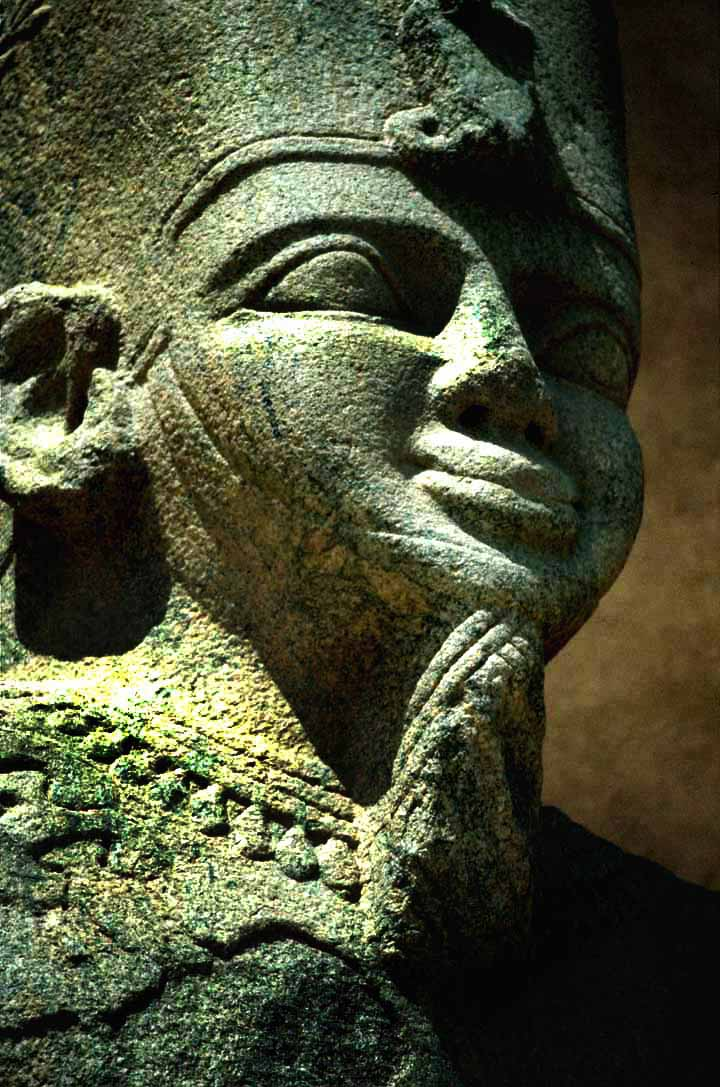
Statua di un re nubiano.

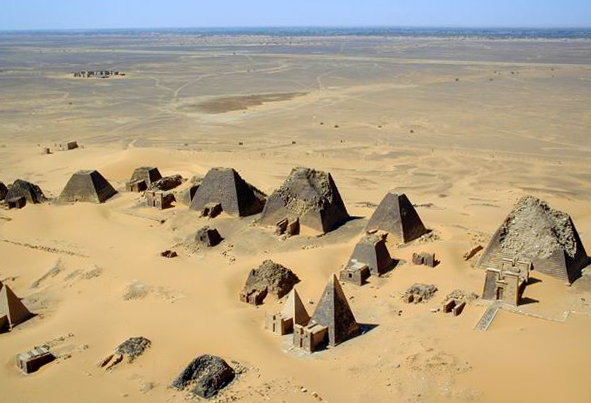
Veduta aerea delle Piramidi nubiane di Meroë, nel Regno di Kush

La regione settentrionale del Sudan attuale nell'antichità era conosciuta anche come "regno della Nubia" o regno di Kush, e la sua civiltà fiorì essenzialmente lungo il corso del Nilo, tra la prima e la sesta cateratta. I regni che si susseguirono furono grandemente influenzati dal vicino Egitto faraonico, che fece sentire il proprio influsso.
In realtà i confini tra gli antichi regni egiziani e sudanesi fluttuarono frequentemente, e una buona parte di quello che ora è il Sudan del Nord era, in antichità, indistinguibile dall'alto Egitto. Viceversa, la Nubia giunse a comprendere Assuan.
In età romana il Fezzan fu visitato da Giulio Materno, mentre Nerone inviò alcune centurie in esplorazione lungo il Nilo.
In età islamica, esploratori arabi penetrarono in quei territori e di ciò restano le testimonianze di geografi come al-Bakri, Idrisi e di viaggiatori come Ibn Battuta, raccolte da Leone l'Africano, che visitò l'area del Bornu.

### Islam: Arabi, turchi, egiziani

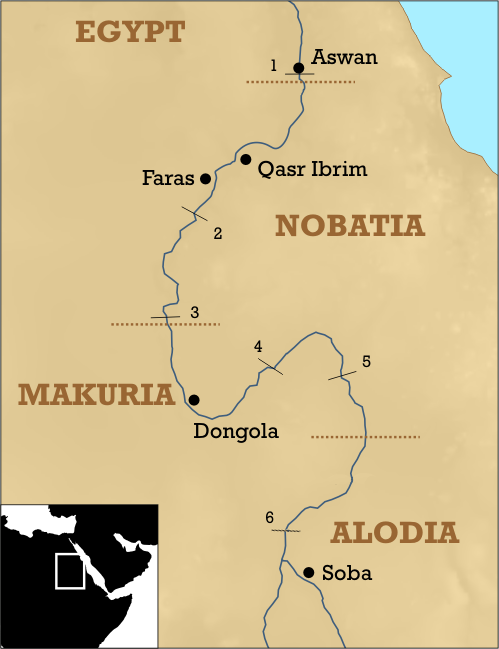
I tre regni nubiani cristiani.

Il cristianesimo fu introdotto nel Sudan nel terzo o nel IV secolo, ma già intorno al 640 fece la sua comparsa l'Islam, proprio quando già tre dei regni che componevano la regione (Nobazia, Makuria, Alodia) erano stati convertiti al cristianesimo. La coesistenza fra le due fedi sarebbe rimasta accettabilmente pacifica sino all'inizio del XIV secolo, anche perché spesso i regni nubiani si trovarono in posizione di forza rispetto a un Egitto diviso e instabile.
A partire dalla metà del XII secolo il dominio economico nel Sudan feudale fu gradualmente assunto da una classe di mercanti arabi, mentre l'Egitto diventava sempre più aggressivo verso gli impoveriti regni nubiani. Nel 1517 l'Egitto cadde sotto il dominio dell'Impero ottomano e la stessa sorte toccò a Makuria (Nord Sudan) nello stesso anno. Nel 1504 al regno cristiano di Alodia (Sudan centrale) era succeduto il sultanato islamico di Sennar. In seguito alla campagna d'Egitto di Napoleone (1798-1799), l'Egitto cadde sotto il potere di Mehmet Ali, che lo rese di fatto indipendente dal Sultano di Istanbul.
A partire dal 1820 il Pascià ottomano Mehmet Ali, wali d'Egitto, inviò un esercito agli ordini di suo figlio Ibrāhīm Pascià e di Muhammad Bey per occupare il Sudan orientale. La conquista fu completata dal figlio di Ibrāhīm, Ismāʿīl Pascià (poi Ismāʿīl I), con la sottomissione della regione meridionale del Paese nel 1839 e nel 1861. Con l'ingresso dei conquistatori, si sviluppò un intenso commercio di schiavi, ma venne anche estesa l'irrigazione e incrementata la produzione di cotone (soprattutto nel nord). Nel 1857 giunsero in Sudan alcuni missionari cattolici fra i quali Daniele Comboni, che vi fondò la comunità missionaria dei Padri Comboniani, poi eretta in Congregazione.
Nel 1879, a seguito del Congresso di Berlino, le grandi potenze europee obbligarono Ismāʿīl I ad abdicare e misero sul trono il figlio Tawfīq Pascià (o Tawfiq I), la cui corruzione e inefficienza provocarono nel 1881 una ribellione guidata dall'ufficiale `Urābī Pascià, che fornì il pretesto per un intervento armato britannico. L'occupazione di Egitto e Sudan (1882), formalmente per difendere l'autorità del Chedivè, in realtà mirava a controllare entrambi i Paesi, rafforzandovi il nazionalismo.

### La Mahdiyya, il Sudan anglo-egiziano e le incursioni italiane
Il leader religioso Muḥammad Aḥmad ibn ʿAbd Allāh (1844-1885), un arabo-sudanese di Dongola autoproclamatosi Mahdi, tentò negli anni '80 del XIX secolo di unificare le tribù del Sudan centrale e di quello occidentale. Guidò dal 1881 una rivolta nazionalista contro il dominio egiziano, che culminò con la battaglia di El Obeid (1883) e con l'assedio di Khartum (1884), alla fine del quale (12 gennaio 1885) trovò la morte anche il comandante britannico, generale Gordon, con l'instaurazione di una teocrazia fondamentalista, mentre le truppe egiziane e britanniche si ritiravano dal Sudan.
La Mahdiyya operò dal 1884 al 1898, imponendo la sharīʿa, bruciando ogni testo associato con il vecchio regime, opponendosi al tribalismo e sterminando chiunque non abbracciasse il regime. Benché il Mahdi fosse morto di tifo sei mesi dopo la caduta di al-Kharṭūm, ʿAbdallāhi b. Muḥammad (1846-1899), un arabo-sudanese del Darfur, riuscì a prendere il potere e assunse il titolo di Khalīfa (successore) del Mahdi, continuandone la politica interna ed estera, muovendo senza successo guerra all'Etiopia (1887-1889), all'Egitto (1889), all'Equatoria (Sudan meridionale - Uganda settentrionale) belga (1891) e all'Eritrea italiana (1893). Guerre, pestilenze e carestie dimezzarono la popolazione sudanese.
Dal 17 luglio 1894 al 25 dicembre 1897 l'area di Cassala fu occupata dagli italiani, che la cedettero ai britannici dopo la loro sconfitta della Battaglia di Adua con i guerrieri abissini.

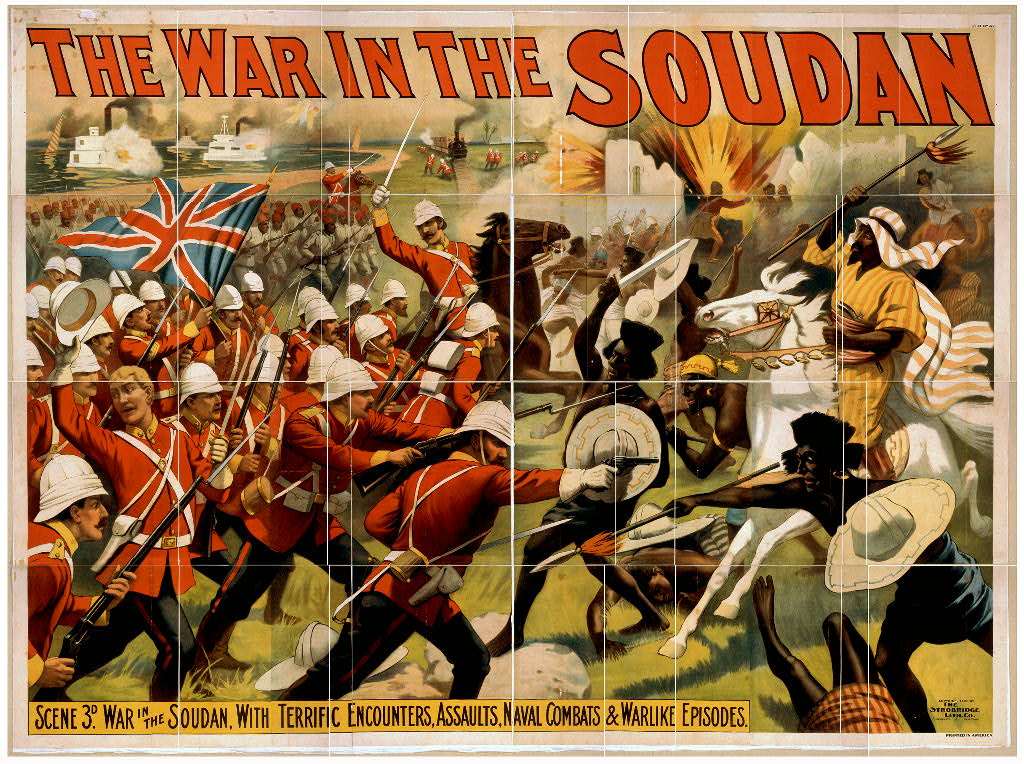
La guerra del Sudan, in una rappresentazione di propaganda.

Ufficialmente in nome del Chedivè d'Egitto, ma in pratica per l'Impero britannico (nel timore di infiltrazioni di Francia e Belgio), dal 1896 al 1898 le forze anglo-egiziane guidate da Lord Kitchener attaccarono lo Stato mahdista, che resistette fin quando l'esercito mahdista non fu sopraffatto nella battaglia di Omdurman (2 settembre 1898) e il successore del Mahdi non fu ucciso nella battaglia di Umm Diwaykarat, nel Kordofan, il 24 novembre 1899).
Nel 1899 l'Impero britannico impose all'Egitto un "condominio" sul Sudan, dando vita al "Sudan Anglo-Egiziano", dopo avere amministrato il Sudan per vari decenni come una propria colonia, fino a dividerlo nel 1924 in due parti distinte, il sud cristiano e il nord musulmano. In base a un trattato, poi ratificato nel 1936, il governatore era nominato dall'Egitto con il consenso britannico, situazione che rimase invariata fino al 1956.
Nel 1903 il governo locale iniziò un'assegnazione di "licenze" ai missionari che richiedevano di potere entrare nel Paese, definendo i territori nei quali sarebbe stato loro consentito di insediarsi. La zona settentrionale nubiana (cristiana fino a pochi secoli prima) rimase esclusa da tali assegnazioni e restò prevalentemente musulmana. Tra il 1914 al 1922, l'Egitto, ufficialmente "condomino" del Sudan, fu a sua volta protettorato britannico.
Durante la seconda guerra mondiale le forze di difesa del Sudan, formate nel 1925, contrastarono le incursioni italiane dall'Etiopia nel 1940. Tuttavia gli italiani, con la Conquista di Cassala, la occuparono dal 4 luglio 1940 al 21 gennaio 1941. A seguito dell'offensiva britannica le forze sudanesi contribuirono all'invasione e occupazione delle colonie italiane nel 1942.
Nel 1943, allentandosi la pressione britannica a causa del conflitto, sorsero due partiti spontanei di inclinazione nazionalista, il partito Umma e il partito al-Ashiqqāʾ (I Fratelli), quest'ultimo di ispirazione islamica, entrambi principalmente riferentisi al Sudan settentrionale.
Nel 1947 si tenne la conferenza di Giuba con la quale le due parti del Paese concordarono per la riunificazione e il Sud venne ammesso alla rappresentatività parlamentare.
Nel 1953 il regime di Protettorato fu abolito grazie a un accordo anglo-egiziano ispirato a principi di autodeterminazione dei popoli. Immediatamente dopo, a novembre, si tennero elezioni generali per il rinnovo dell'Assemblea legislativa, dalle quali nel gennaio successivo sortì la legittimazione di Ismāʿīl al-Azharī a capo del governo. Uno dei primi atti fu l'istituzione di un comitato per la sudanizzazione, nel quale però fu notata una sproporzionatamente esigua rappresentanza del Sudan del Sud.

### Il Sudan indipendente (dal 1956)
Fin dall'indipendenza dal Regno Unito, proclamata dal Parlamento nel dicembre 1955 e ottenuta nel 1956, la politica interna è stata dominata da regimi militari che, secondo una visione pressoché unanime degli studiosi, avrebbero favorito governi a orientamento islamico e privilegiato il Sudan settentrionale.
I conflitti interni e la prima guerra civile, che hanno dominato la scena interna dal 1955 al 1972, e che hanno origine antecedente all'indipendenza, nacquero dal contrasto fra le forze governative settentrionali e le forze Anyanya che rivendicavano l'autonomia della parte meridionale del Paese.
Nel 1957 fu proposta da parte dei nord-sudanesi una costituzione che eleggesse l'Islam religione di Stato e la lingua araba lingua ufficiale dello Stato. L'anno successivo i sud-sudanesi abbandonarono i lavori dell'Assemblea Costituente, una volta compreso che l'ipotesi di una federazione fra nord e sud del Paese non sarebbe stata accolta.
L'opera dei missionari stranieri fu interrotta nel 1964 da un imprevisto decreto di espulsione generalizzato; le tensioni crebbero sino a fare montare in autunno una ribellione nota come "rivoluzione d'ottobre" e lo stato di agitazione restò gravissimo per lungo tempo. Pochi anni dopo, ormai nel 1969, Jaʿfar al-Nimeyrī avrebbe attuato un colpo di Stato detto "rivoluzione di maggio", con l'appoggio dei comunisti.
Nel 1972 un accordo di pace firmato ad Addis Abeba garantì al sud una sorta di autonomia tramite la costituzione di un'assemblea regionale con facoltà di elezione del presidente dell'Alto Consiglio Esecutivo (ACE), soggetto però alla conferma da parte del presidente della repubblica. Il primo presidente dell'assemblea regionale del sud fu Abel Alier. Parte dell'accordo prevedeva l'assorbimento delle forze Anyanya nelle forze governative. L'anno successivo la costituzione del Sudan avrebbe confermato i punti principali dell'accordo.
Il 12 aprile 1978 il governo centrale e le opposizioni, guidate dal Fronte Nazionale, sottoscrissero un accordo congiunto di rappacificazione, ma le tensioni si spostarono su un fronte socioeconomico, e l'anno successivo fu caratterizzato da manifestazioni e scioperi, per il miglioramento delle condizioni economiche e per il riconoscimento di diritti fondamentali come la libertà di stampa.
Il trasferimento a nord di milizie ex-Anya Nya, la decisione del presidente Nimeyrī di dividere il governo del sud in tre governi regionali e soprattutto la decisione di introdurre le sanzioni previste dalla Sharīʿa nel codice penale incontrarono l'opposizione degli ufficiali del sud e portarono all'ammutinamento di Bor nel 1983 che diede i natali all'Esercito di Liberazione del Popolo del Sudan. La guerra civile ricominciò.
La vicinanza agli Stati Uniti è aumentata sotto l'amministrazione di Ronald Reagan. Gli aiuti americani sono passati da cinque milioni di dollari nel 1979 a duecento milioni di dollari nel 1983 e poi a 254 milioni di dollari nel 1985, principalmente per programmi militari. Il Sudan diventa così il secondo maggiore destinatario degli aiuti americani all'Africa (dopo l'Egitto). Sono in corso i lavori di costruzione di quattro basi aeree per ospitare le unità della Forza di dispiegamento rapido e una potente stazione di ascolto per la CIA nei pressi di Porto Sudan.
Dal 1983 gli effetti delle carestie successive alla guerra hanno provocato oltre due milioni di morti e oltre quattro milioni di rifugiati. Nel marzo del 1985 l'annuncio dell'aumento dei prezzi dei beni di prima necessità, su richiesta dell'FMI con cui il regime stava negoziando, innescò le prime manifestazioni. Il 2 aprile otto sindacati invocarono la mobilitazione e uno "sciopero politico generale fino all'abolizione del regime attuale". Il 3 alcune manifestazioni di massa hanno scosso Khartum, ma anche le principali città del Paese; lo sciopero ha paralizzato le istituzioni e l'economia. Nel 1985, un altro colpo di Stato, realizzato dal generale 'Abd al-Rahman Suwwar al-Dhahab, estromise Nimeyrī e restaurò un governo civile.

### L'eraal-Bashir(1989-2019)

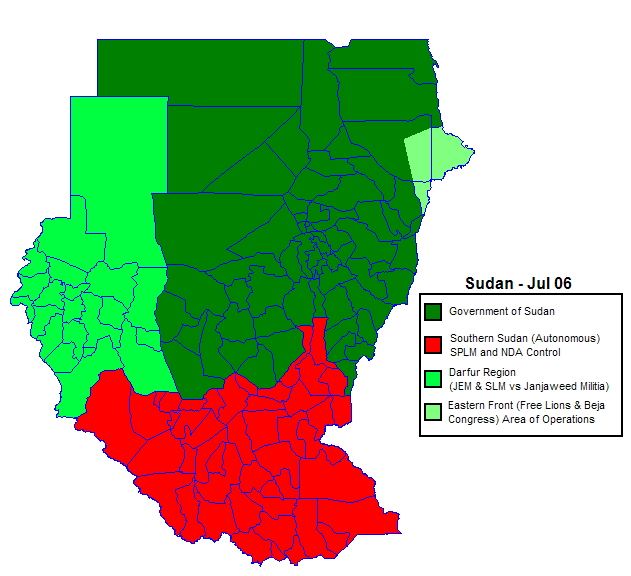
Aree sotto controllo governativo e aree autonome al luglio 2006.

Il 30 giugno 1989 il Colonnello Omar Hasan Ahmad al-Bashir guidò un colpo di Stato militare senza spargimenti di sangue, destituendo il Primo ministro Ṣādiq al-Mahdī, eletto nel 1986. Questo portò alla nascita di un regime militare guidato da Al-Bashir e dominato dal Fronte Nazionale Islamico (NIF) di Ḥasan Turābī. Il regime di Al-Bashir mise al bando tutti i partiti politici e introdusse la legge islamica a livello nazionale. Successivamente, al-Bashir istituì delle purghe e sentenze capitali contro ufficiali di alto rango nell'esercito sudanese, mise al bando le associazioni, i partiti politici e i giornali locali, e inoltre fece arrestare diversi leader politici e giornalisti. Il 16 ottobre 1993, al-Bashir nominò sé stesso "Presidente" e smantellò il Consiglio Rivoluzionario di Comando. I poteri esecutivi e legislativi del consiglio vennero assunti direttamente da al-Bashir. In seguito al colpo di Stato, il conflitto contro il Movimento di Liberazione del Popolo del Sudan (SPLM) si intensificò, e anche le opposizioni politiche nord-sudanesi parteciparono in armi.
Durante le elezioni generali in Sudan del 1996 Omar al-Bashir fu l'unico candidato a correre legalmente per l'elezione. Il Sudan divenne un sistema monopartitico guidato dal Partito del Congresso Nazionale (NCP). Durante gli anni '90, Hasan al-Turabi, l'allora Portavoce dell'Assemblea nazionale, si mise in contatto con gruppi fondamentalisti islamici e invitò Osama bin Laden in Sudan. Il Sudan di quegli anni rappresentò un terreno fertile e ospitale per diversi gruppi terroristi di stampo fondamentalista e lo stesso Osama bin Laden vi risiedette, sotto la protezione di Turābī, tra il 1992 e il 1996. Di conseguenza dal 1993 gli Stati Uniti inclusero il Sudan nella lista dei paesi sponsor del terrorismo, accusando il Sudan di al-Bashir di stare dando rifugio e protezione a gruppi militanti palestinesi e libanesi come Hezbollah, considerati terroristi dagli Stati Uniti. In seguito agli attentati alle ambasciate statunitensi del 1998, gli Stati Uniti lanciarono l'Operazione Infinite Reach e prese di mira la fabbrica farmaceutica di Al-Shifa nei pressi della capitale sudanese Khartum, che gli Stati Uniti ritennero (erroneamente) stesse producendo armi chimiche per il gruppo terroristico di Hezbollah. L'influenza di al-Turabi iniziò a diminuire, e altre figure in favore di una guida più pragmatica tentarono di porre rimedio all'isolamento internazionale del Sudan. Il Paese tentò di soddisfare i critici espellendo i membri della Jihad islamica egiziana e invitando Osama bin Laden ad abbandonare il Paese.
Nel 1996 l'ONU irrogò delle sanzioni per il supposto coinvolgimento del Sudan nell'attentato al presidente egiziano Mubārak dell'anno precedente. Le sanzioni consistevano in un embargo aereo internazionale e vennero seguite da "sanzioni" autonomamente irrogate dagli Stati Uniti d'America, che pretesero un embargo generale.
La guerra civile si protrasse senza tregua e nel 1998, anno in cui si tenne anche un referendum costituzionale, a causa di una siccità particolarmente pesante, nel sud scoppiò una carestia di luttuosa gravità. L'anno successivo un'attenuazione assai ridotta delle difficoltà venne dall'apertura delle esportazioni di petrolio, ma la lotta politica restò incandescente, al-Bashīr spodestò Turābī e proclamò lo stato di emergenza; il sud divenne vittima di regolari bombardamenti aerei.
L'oppositore Ḥasan Turābī, già Procuratore generale e leader del partito del Congresso Popolare Nazionale (CPN), fu arrestato nel febbraio del 2001, dopo che la sua formazione aveva avuto alcuni abboccamenti con il SPLA per un coordinamento delle opposizioni. Stante la permanenza della carestia, e dato l'ormai ingente numero di vittime della guerra civile, vi furono svariati tentativi internazionali volti a raggiungere un accordo fra le parti, nessuno dei quali ebbe però successo fino al 2002.
Nel giugno del 2002, con la collaborazione di John C. Danforth, ambasciatore statunitense e incaricato speciale delle Nazioni Unite, iniziarono delle trattative di pace fra il governo sudanese e il SPLM/A. Il presidente dell'Uganda Yoweri Museveni riuscì a fare incontrare per la prima volta Bashīr e John Garang, leader carismatico delle forze ribelli. Uno degli accordi fu la concessione di maggiore indipendenza al sud del Paese e il riconoscimento del diritto all'autodeterminazione dello stesso tramite un referendum.
Una delle principali cause del conflitto è da molti osservatori rintracciata nella presenza di ingenti risorse petrolifere nella parte meridionale del Paese.

### Dal 2003 al 2010

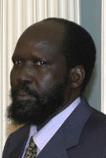
Il Presidente del Sudan del Sud, Salva Kiir Mayardit.

Nel febbraio del 2003 il conflitto crebbe dopo che le milizie del SPLA e quelle del MGU (Movimento Giustizia e Uguaglianza) attaccarono alcuni insediamenti governativi. Nell'aprile del 2004 Kofi Annan ricordò che il rappresentante locale delle Nazioni Unite utilizzò, per descrivere la violenza del conflitto, la definizione "pulizia etnica". Nel 2005 venne firmato l'accordo di pace globale (Cpa) con cui si pose fine agli oltre venti anni di guerra civile tra il nord e il sud del Sudan. Dopo la pace, il Sudan People's Liberation Army (SPLA) si riorganizzò politicamente come Sudan People's Liberation Mouvement (SPLM).
Il conflitto tra nord del Paese prevalentemente arabo e un sud cristiano animista è alimentato da una guerra civile che dura da più di 40 anni. Nel 2004 la condizione del Sudan è stata definita dalla comunità internazionale "la più grave situazione umanitaria esistente". Molti gli sforzi fatti dalla comunità internazionale e numerosi anche i tentativi di organizzazioni africane (tra cui l'Unione africana) di portare la guerra civile ai tavoli di pace. Grande il problema dei guerriglieri ribelli contro un governo del nord che ha imposto, sin dagli anni ottanta, il duro regime della Sharīʿa, la Legge coranica. Contro l'egemonia del GoS (Government of Sudan) agiscono due principali fazioni ribelli: lo SLM (Sudan People's Liberation Army) e il MGU (Movimento Giustizia e Uguaglianza) che continuano a battersi per liberare il sud dal regime imposto. Rimane l'area di conflitto del Darfur. In questa zona i conflitti hanno origini remote e risalgono agli scontri fra le popolazioni nomadi arabe e le popolazioni stanziali africane per le risorse vitali come terra e acqua.
In base all'accordo di pace globale (Cpg), che nel 2005 ha posto fine a oltre venti anni di guerra civile tra nord e sud del Paese, le elezioni politiche si sarebbero dovute svolgere entro luglio 2009; osservatori delle Nazioni Unite avevano però invitato il governo a posticiparne la data a novembre, alla fine della stagione delle piogge, per evitare complicazioni di carattere logistico. Il presidente ʿOmar Ḥasan Aḥmad al-Bashīr, il 14 aprile 2009, in un discorso davanti ai membri del parlamento di Khartum ha garantito che le prossime elezioni nel Paese saranno «libere e trasparenti» e ha aggiunto di «non avere alcuna intenzione di posporre le votazioni oltre il tempo stabilito».
Le elezioni parlamentari e presidenziali si sono tenute nell'aprile 2010, con dieci mesi di ritardo rispetto al previsto. Sono stati eletti non solo il presidente del Sudan e quello del Sudan meridionale ma anche i deputati del parlamento nazionale e quello del parlamento del Sudan del Sud.
ʿOmar Ḥasan Aḥmad al-Bashīr è stato riconfermato presidente ottenendo il 68% dei suffragi. Nel Sudan meridionale è stato rieletto presidente Salva Kiir Mayardit, leader degli ex ribelli dell'Esercito di Liberazione Popolare del Sudan (SPLA).

### Il referendum del 2011 e l'indipendenza del Sud Sudan
Tra il 9 e il 15 gennaio 2011 nel Sudan del Sud si è tenuto un referendum per la secessione dal nord del Sudan e la creazione di uno Stato indipendente. La consultazione era già parte dell'accordo Naivasha del 2005 tra il governo di Khartum e l'esercito di liberazione popolare del Sudan/Movimento (SPLA/M).
Un referendum simultaneo si è svolto nella provincia di Abyei per scegliere se fare parte del Sudan del Sud o se rimanere nel Sudan. Ciononostante, la regione è rimasta disputata e de facto soggetta a un condominio.
Il 7 febbraio 2011 il presidente del Sudan, ʿOmar Ḥasan Aḥmad al-Bashīr, ufficializzando i risultati del referendum, ha proclamato la nascita dello stato del Sudan del Sud, che diviene così il cinquantaquattresimo stato africano. Il 9 luglio 2011, dopo un periodo di prova, viene proclamata l'indipendenza del Sudan del Sud, subito riconosciuta dal governo di Khartum.

### Colpi di stato del 2019, 2021 e 2023
Tra il 2018 e il 2019 il Sudan è stato scosso per mesi da sommosse popolari che hanno portato alle dimissioni del Presidente Omar al-Bashir l'11 aprile del 2019 e all’instaurazione di un Consiglio sovrano con finalità esecutive transitorie, che ha nominato un primo ministro civile durante la fase di transizione. Sotto la guida di quest’ultimo, nel corso del 2020, la mutilazione genitale femminile è diventata illegale, è stata abolita la pena di morte per omosessualità e apostasia e il divieto di consumare alcolici è stato cancellato (sebbene solo per i non musulmani). È stato rimosso anche l'obbligo del velo per le donne e la fustigazione pubblica.
A settembre 2021, tuttavia, dopo che un primo tentativo di golpe attribuito ai sostenitori dell'ex dittatore Omar al-Bashir viene sventato, in seguito a una serie di manifestazioni di varie fazioni, il 25 ottobre 2021 un nuovo colpo di Stato da parte delle forze armate guidate dal generale Abdel Fattah Abdelrahman Burhan porta all'arresto del premier e di diversi ministri nonché all’instaurazione di un pieno governo militare, che gestirà il Paese fino a rinnovati accordi con i rappresentanti civili. Dopo dunque essere stato liberato il 21 novembre 2021, Abdalla Hamdok torna a essere Primo ministro, da cui si dimetterà il 2 gennaio 2022 citando l’incapacità effettiva di agire per potere riformare il Paese. Gli succederà Osman Hussein.
Nell'aprile del 2023, infine, un ennesimo tentativo di golpe è attuato dal generale Mohammed Dagalo, capo di un’organizzazione paramilitare denominata “Forze di Supporto Rapido” (RSF) e creata illo-tempore dal Presidente Omar al Bashir per attuare una pulizia etnica delle popolazioni non-arabe presenti in Darfur. Il 15 aprile, dunque, dopo settimane di tensioni interne, iniziano gli scontri tra l'esercito ribelle e l'esercito ufficiale guidato da Abdel al Bhuran. Da subito nella capitale Khartum si avviano numerosi scontri armati che vedono contrapporsi i due eserciti che portano a quasi 300 vittime tra i civili. A causa della crescente instabilità, molti sono stati gli appelli della comunità internazionale, e specialmente dell’ONU, per raggiungere il prima possibile la pace, mentre la maggior parte dei paesi esteri ha iniziato le evacuazioni dei loro cittadini dal Paese.

## Geografia
Il Sudan confina a nord con l'Egitto, a est con il Mar Rosso, l'Eritrea e l'Etiopia, a sud con il Sudan del Sud, a ovest con la Repubblica Centrafricana e il Ciad e a nord-ovest con la Libia.

### Morfologia

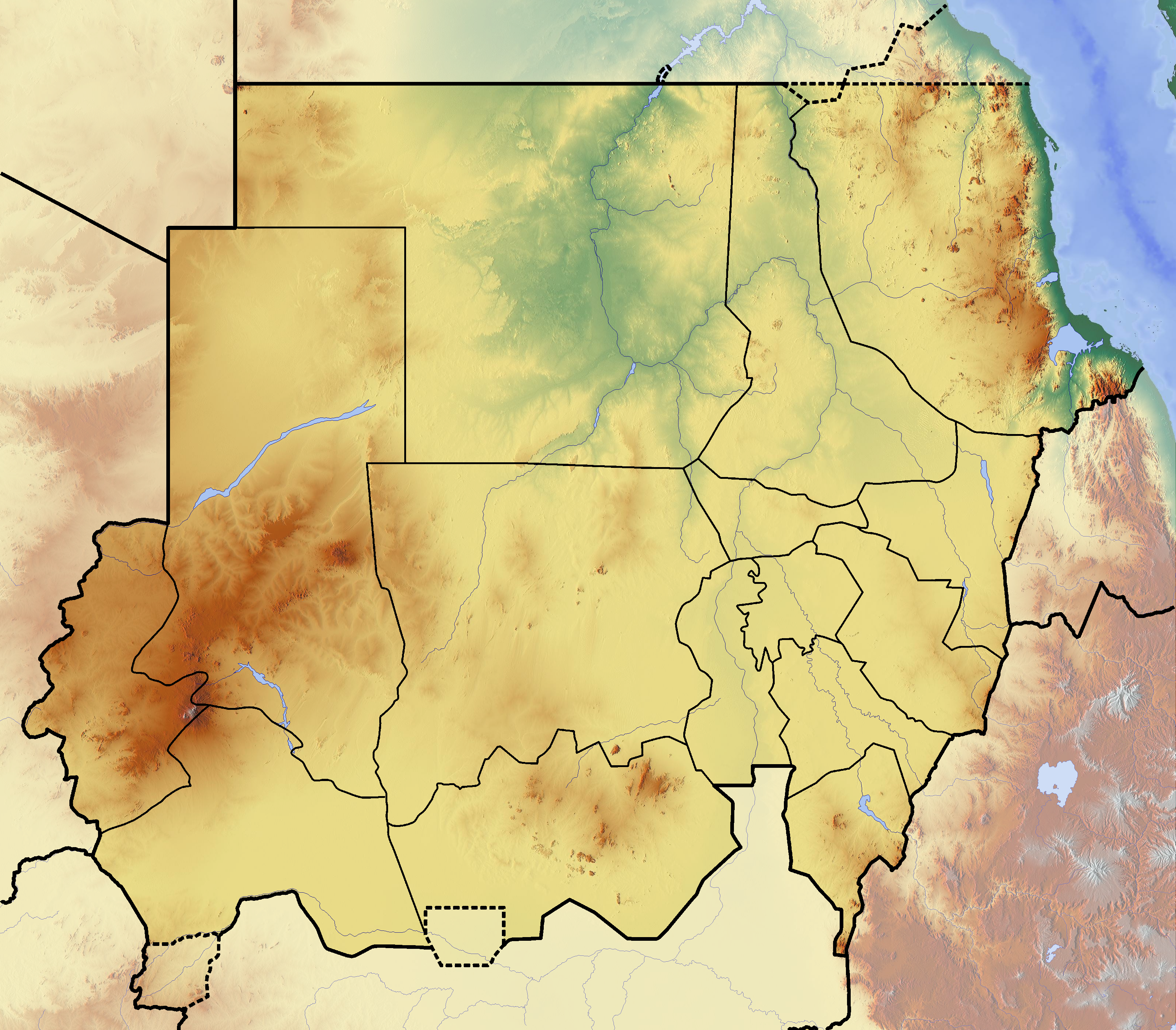
Carta morfologica del Sudan.

Il territorio del Sudan è composto principalmente da vaste pianure e altopiani drenati dal Nilo Bianco e dai suoi affluenti. Questo sistema fluviale corre da sud a nord attraverso l'intera lunghezza della parte centro-orientale del Paese. L'immensa pianura dalla quale il Sudan è costituito è delimitata a ovest dallo spartiacque Nilo-Congo e dagli altopiani del Darfur e a est dall'acrocoro etiopico e dalle colline del Mar Rosso (ʿAtbāy). Questa pianura può essere suddivisa in una zona settentrionale di deserto roccioso appartenente al Sahara: i Qawz occidentali, un'area di dune di sabbia ondulate che si confondono verso nord nel deserto roccioso e una pianura argillosa centro-meridionale.
La maggior parte del Sudan settentrionale è ricoperta da un deserto di sabbia o ghiaia, reso meno monotono da mesas di arenaria nubiana e da ripide colline di granito simili a isole. Nel Sudan centro-meridionale la pianura argillosa è caratterizzata da inselberg (colline isolate che si innalzano bruscamente dalla pianura), il cui raggruppamento più grande forma i monti Nuba (Jibāl al-Nūbah). La pianura occidentale è composta principalmente da arenarie nubiane, che formano una regione di altopiano rotta da mesas e da buttes. Più a ovest il massiccio vulcanico del Jebel Marra si innalza dall'altopiano del Darfur fino a quote comprese tra circa 900 e 3 000 metri sul livello del mare. Queste montagne formano lo spartiacque Nilo-Congo e il confine occidentale della pianura argillosa.

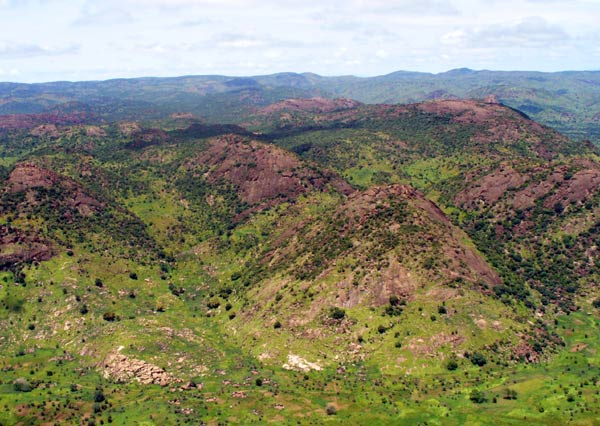
Veduta dei monti Nuba.

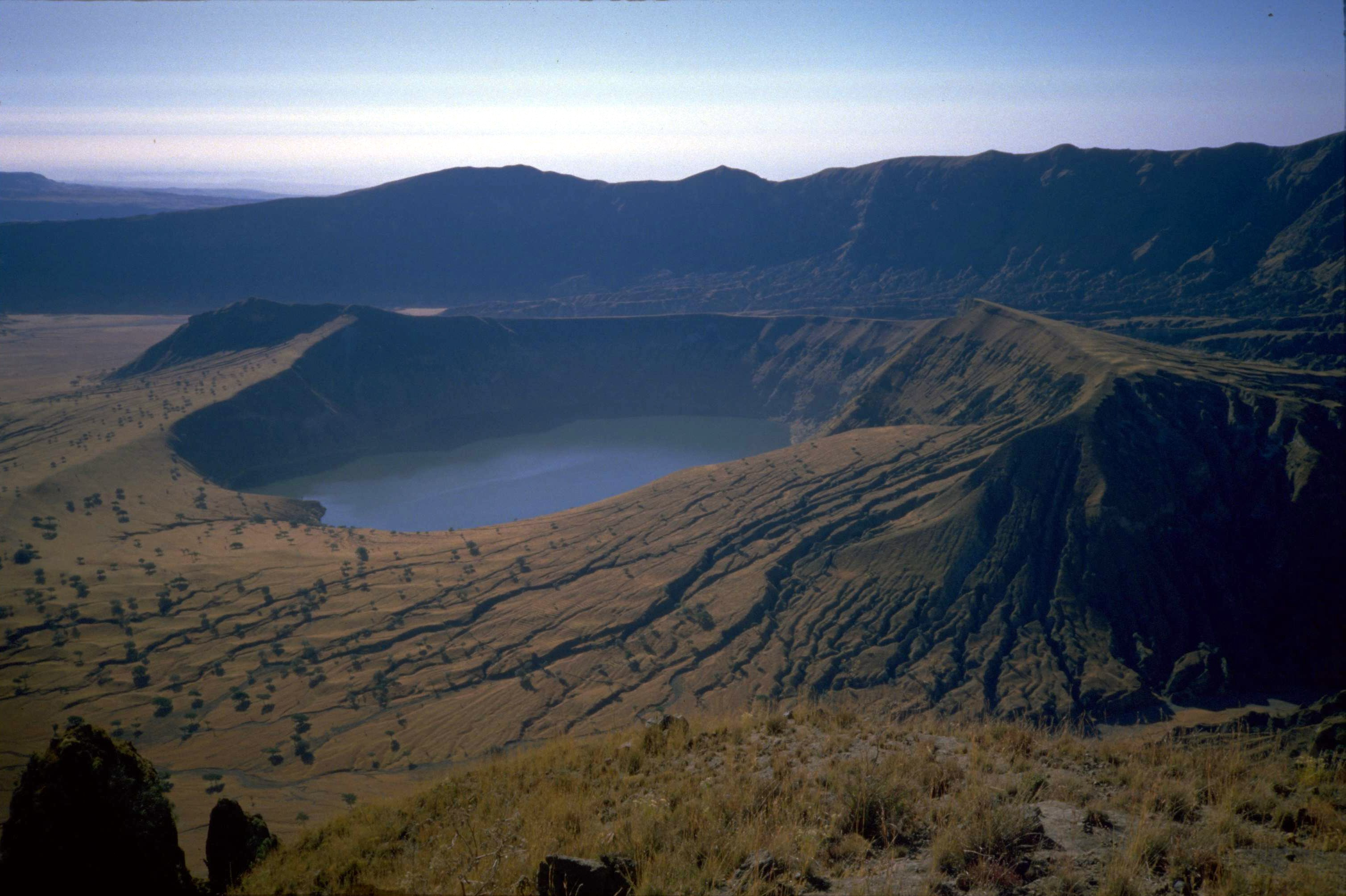
Il lago Deriba nella cavità craterica del Jebel Marra.

Nel Sudan nord-orientale la regione delle colline del Mar Rosso è costituita da una scarpata sollevata. Il versante ripido di fronte al Mar Rosso forma colline accidentate profondamente incise dai torrenti. La scarpata si affaccia su una stretta pianura costiera larga da 16 a 40 km festonata da dune e barriere coralline. Più a sud le alture orientali costituiscono le colline pedemontane dell'acrocoro etiopico.

### Idrografia

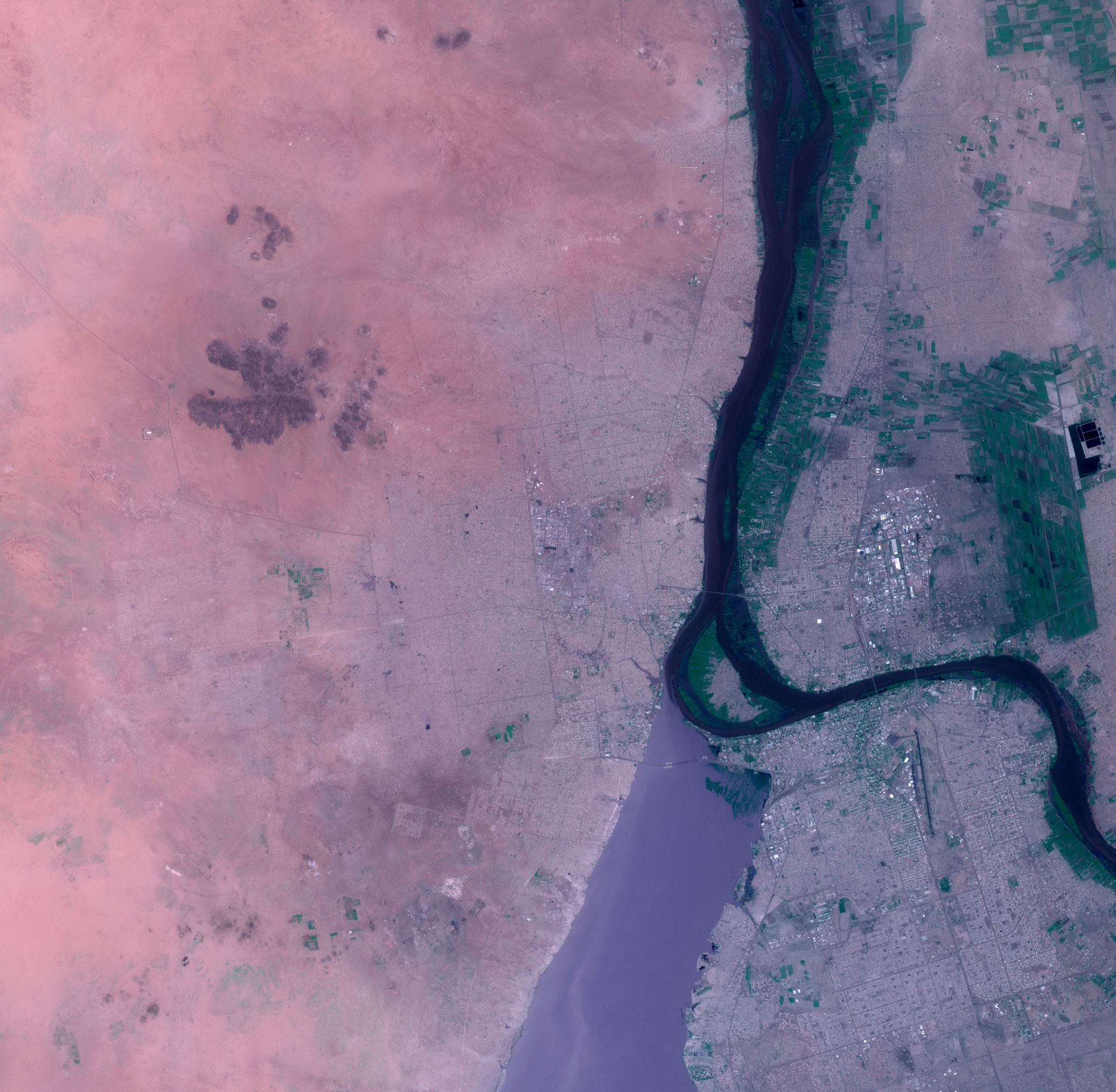
Veduta satellitare di Khartoum, con il Nilo Azzurro (a destra), che confluisce nel Nilo Bianco.

Il sistema idrografico del Nilo è la caratteristica fisica dominante del territorio e tutti i torrenti e i fiumi del Sudan defluiscono nel Nilo o cercano di farlo. Il fiume penetra nel Paese come Nilo Bianco (Baḥr al-Abyaḍ) da sud-est, circa 100 km a sud di Kosti, e mantiene una pendenza estremamente bassa fino a quando non viene raggiunto dal Nilo Azzurro (Baḥr al-Azraq) a Khartoum. Al Nilo Azzurro, che nasce sull'acrocoro etiopico, si deve il maggior quantitativo di acque complessivo del Nilo. Dopo la confluenza tra Nilo Bianco e Azzurro a Khartoum, il fiume scorre verso nord con un corso tortuoso e diventa noto semplicemente come Nilo (Nahr al-Nīl). In gran parte del Paese, tuttavia, i corsi d'acqua non riescono a raggiungere il Nilo; i fiumi del settore sud-occidentale raggiungono raramente il sistema del Baḥr al-Ghazāl e nel nord dalla maggior parte dei gruppi di colline scendono corsi d'acqua stagionali che si disperdono nelle pianure circostanti.
La superficie dei deserti del nord e del nord-est è costituita da roccia nuda, da un manto spoglio di detriti o da distese sabbiose di dune mobili note come erg. Nella zona semiarida del Sudan centro-settentrionale lo strato di detriti rocciosi è in parte modificato a formare suoli immaturi; nella regione dei Qawz i suoli hanno un colore rosso-brunastro e sono scarsamente fertili. Suoli alluvionali si incontrano nei delta desertici dei fiumi Gash (al-Qāsh) e Barka, lungo il corso del Nilo Bianco e Azzurro e nelle pianure alluvionali di molti piccoli fiumi che si irradiano dal Djebel Marra. I suoli alcalini della pianura centro-meridionale sono costituiti da argille pesanti screpolate. I suoli della pianura della Gezira (al-Jazīrah) a sud di Khartoum sono formati da un terreno argilloso fortemente screpolato depositatosi durante le inondazioni annuali del Nilo Azzurro.

### Clima

Carta climatica del Paese.

Il Sudan ha un clima tropicale con accentuati caratteri di continentalità in quasi tutto il vasto territorio. Soltanto lungo il tratto costiero nord-orientale il Mar Rosso introduce certe caratteristiche marittime, limitate però alla breve pianura costiera e al versante orientale dei monti che la delimitano. Le manifestazioni climatiche, e in modo particolare le precipitazioni, sono tuttavia sensibilmente diverse passando dalla parte settentrionale a quella meridionale del Paese. Anche fattori locali, strettamente legati alla morfologia, contribuiscono a determinare alcune condizioni climatiche particolari.
Rispetto al clima il territorio sudanese si può suddividere in tre distinte regioni. La prima si estende a nord del 19º parallelo. Si tratta di una regione desertica interessata da venti secchi d'origine settentrionale e quasi priva di precipitazioni, se si escludono poche decine di millimetri (Wadi Halfa) che si registrano quasi interamente nel mese di luglio. La temperatura oscilla tra le medie di 16 °C in gennaio e di 32 °C da luglio a settembre (media annuale intorno ai 26 °C). Notevoli sono le escursioni termiche giornaliere, che a Wadi Halfa possono toccare nei mesi più caldi i 18 °C. Sempre a Wadi Halfa la temperatura raggiunge in certe giornate i 50 °C, che corrispondono ai valori assoluti più elevati di tutto il Sudan.
Una regione climatica distinta è quella che si affaccia al Mar Rosso e delimitata verso ovest dai rilievi paralleli alla costa. Le piogge cadono prevalentemente da ottobre a dicembre, ma d'estate vi è una breve stagione piovosa (giugno-settembre) corrispondente alla stagione delle piogge continentale. Complessivamente cadono durante l'anno a Port Sudan circa 100–110 mm di pioggia. La temperatura varia sensibilmente durante l'anno, passando da medie di 35 °C in agosto a medie di 24 °C in febbraio. L'escursione termica giornaliera si aggira sui 10 °C; piuttosto sensibile è qui l'umidità relativa, che rende penosa l'abitabilità.
A sud del 19º parallelo si può individuare l'ultima regione climatica, caratterizzata dall'alternarsi delle masse d'aria umida provenienti da sud (alle quali si deve una stagione piovosa) e delle masse d'aria secca provenienti da nord (che determinano una stagione priva di piogge). La regione si classifica come semiarida, caratterizzata da poche precipitazioni che si registrano per gran parte da giugno a settembre. A Khartum esse raggiungono annualmente i 170 mm, ma aumentano a Kassala (230 mm) e ad al-Fashir (300 mm), a causa della maggior altitudine. Valori eccezionali (fino a 600 mm) si registrano sul Jebel Marra, che è la zona più piovosa del Sudan. La temperatura varia da un minimo di 24 °C in gennaio a un massimo di 32 °C in aprile e maggio (a Khartoum 34 °C in giugno). L'escursione diurna è sensibilissima, specialmente nella parte più occidentale; ad al-Fashir essa si aggira sui 20 °C. Nel Darfur sensibili sono gli effetti dell'harmattan, il vento secco del Sahara che spira d'inverno portando siccità e polvere che vela costantemente il cielo.

### Flora e fauna
Nel Sudan, come del resto in tutta l'Africa sudanese, la vegetazione varia da sud a nord strettamente in funzione delle precipitazioni; fanno eccezione le zone situate lungo i fiumi o quelle che possono comunque fruire di suoli relativamente umidi anche durante la stagione secca.
Nella fascia desertica settentrionale non si ha un vuoto vegetale assoluto: ai piedi dei rilievi, lungo i torrenti temporanei che alimentano esigue falde sotterranee e specialmente lungo il Nilo si possono trovare alcune specie di acacie (Acacia mellifera, Acacia nilotica, ecc.), più o meno sviluppate, che si ritrovano poi in zone a piovosità più elevata nel loro sviluppo più naturale. Sempre nelle zone che accolgono tracce di umidità sotterranea vivono isolati arbusti sempreverdi di Balanites. Nelle oasi compare regolarmente la palma dattilifera.
Nella fascia steppica (il sahel) comincia il dominio delle graminacee, ma in particolari ambienti compare anche qualche individuo arboreo, quasi sempre acacie di bassa statura. In generale dove le erbe diventano più alte e fitte procedendo verso sud, manca qualsiasi specie arborea; dove si fanno più rade crescono i cespugli spinosi e i primi alberi, che segnano l'inizio della savana. Questa si stende nella fascia con precipitazioni superiori ai 400 mm, e in essa predominano sempre le acacie, tra cui la preziosa Acacia senegal che fornisce la gomma arabica (hashab), che è stata a lungo uno dei principali prodotti d'esportazione del Sudan. Specialmente lungo i torrenti temporanei crescono begli esemplari di Ficus sycomorus e di Tamarix nilotica. Un'altra pianta di bella statura delle savane sudanesi è il tamarindo (Tamarindus indica). Isolato compare spesso il possente baobab, con il tronco tozzo e decrepito, ma con le radici dallo sviluppo eccezionale.
La fioritura di molti alberi della savana avviene verso la fine della stagione secca e le foglie spuntano con le prime piogge. Però lungo i fiumi o nelle zone dove gli alberi possono attingere regolarmente l'acqua di falda, la vegetazione conserva un aspetto sempreverde che contrasta nel periodo della siccità con il colore bruno e funereo della vegetazione circostante, sia arbustiva che arborea. Nelle zone più elevate sono diffuse le euforbiacee, tra cui l'Euphorbia nubica, dai delicati fiori rosa, tipica del Darfur. Nella parte più meridionale delle savane compaiono la palma dum (Hyphaene thebaica) e la palma deleb (Borassus aethiopum).
Vaste aree della vegetazione naturale del Sudan sono scomparse a causa degli effetti di secoli di coltivazione e degli incendi del manto erboso che ogni anno possono estendersi su oltre la metà del Paese. Ulteriori pericoli per la vita delle piante sono gli effetti del pascolo eccessivo, dell'erosione del suolo, dell'abbassamento della falda acquifera e dell'avanzamento del deserto da nord.
La fauna selvatica del Paese comprende leoni, leopardi e ghepardi, così come elefanti, giraffe, rinoceronti e numerose varietà di antilope. Alcune specie di scimmie si trovano nelle foreste. Tra gli uccelli stanziali ricordiamo otarde, faraone e cicogne. Tra i rettili figurano coccodrilli e varie lucertole. L'entomofauna è abbondante e la mosca tse-tse si diffonde ovunque a sud del 12º parallelo ogni volta che si verificano condizioni adeguate.
Nel Sudan si trovano diverse aree naturali protette, tra cui riserve di caccia e parchi nazionali. Il parco nazionale del Dinder, nel sud-est del Paese, e il parco nazionale di Radom, nel sud-ovest, sono stati designati come riserve della biosfera dall'UNESCO.

## Popolazione
I sudanesi sono somaticamente assai vari e appartengono a diverse etnie originate dall'unione dei gruppi nilotico, camitico e semitico.

### Demografia
- Fasce di età:

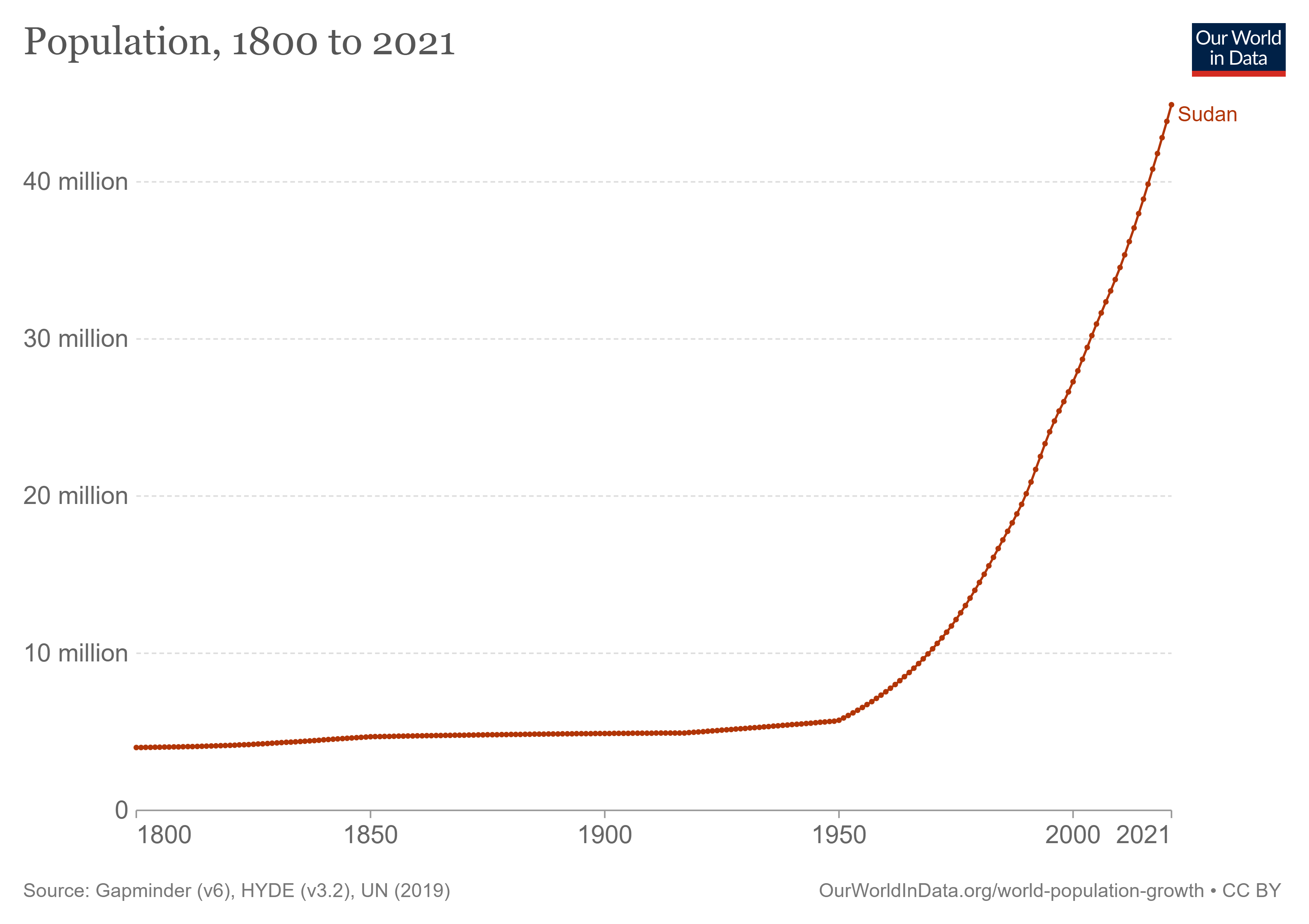
Curva demografica.

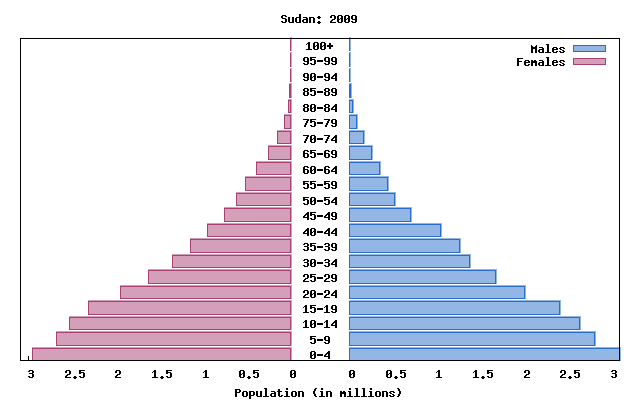
Grafico statistiche popolazione.

  - 0-14 anni: 43.7% (maschi 8.730.609; femmine 8.358.569)
  - 15-64 anni: 54.1% (maschi 10.588.634; femmine 10.571.199)
  - 65 e oltre: 2.3% (maschi 490.869; femmine 408.282)
- Tasso di crescita della popolazione: 2.64%
- Mortalità infantile:
  - totale: 64.05/1.000
  - maschi: 64.8/1.000
  - femmine: 63.26/1.000
- Aspettativa di vita: 56,9 anni (uomini) / 59,3 anni (donne)

(Tutti i dati si riferiscono a stime del 2004.)

#### Censimento 2008
Dal 22 al 30 aprile 2008 è stato condotto un censimento nazionale, di cui ancora non sono stati resi noti i risultati, che erano attesi per aprile 2009. Secondo il giornale sudanese al-Ṣaḥāfa (La stampa), la città di al-Kharṭūm sarebbe ormai arrivata a contare cinque milioni di abitanti; il Darfur e il Sudan del Sud avrebbero rispettivamente circa 7,5 e 8,2 milioni di abitanti, ovvero complessivamente circa il 40% della popolazione nazionale. I sud sudanesi che ancora vivono come sfollati in Nord Sudan sarebbero circa cinquecentomila. Le autorità del Sudan del Sud hanno detto di non essere disposte a prendere in considerazione «nessun conteggio che non certifichi che gli abitanti del Sudan del Sud siano un terzo della popolazione dell'intero Paese».
Lo svolgimento del censimento - il primo dopo la guerra civile scoppiata nel 1983 e conclusa nel 2005, e anche il primo effettuato contemporaneamente in tutto il Sudan - è stato particolarmente complicato, a causa sia delle difficoltà logistiche sia delle molte situazioni di tensione, in particolare nei campi di sfollati in Darfur. Nonostante questo, ʿAbd al-Bāqī al-Kaylānī, presidente del comitato incaricato della valutazione del censimento, ha dichiarato che osservatori internazionali hanno complessivamente convalidato il censimento stesso.

### Etnie
Sono perlopiù arabi con minoranze nilotiche. Le principali etnie di origine nilotica sono:
- dolicocefali, gli Scilluc, i Dinka, i Nuer, i Lokuto
- mesocefali, i Nuba, i Fungi, i Bongo, i Nittu, i Madi,
- gli Agnuak, i Bari e le popolazioni del Darfur, i Belanda e i Luo, detti per errore anche Jur
- alcune tribù di origine nilotica come gli Acholi, i Lango, i Gialuo si sono stanziate in Uganda e in Kenya.

A partire dal Medioevo, con il sopravvento arabo, queste popolazioni autoctone nere si sono mischiate con le popolazioni camitiche e semitiche con pelle più chiara e tipo somatico simile al mediterraneo. Esistono anche delle etnie nere di origine non nilotica che sono gli azandè, soprannominati Niam-Niam.
Le popolazioni del Darfur si suddividono in quattro etnie più numerose: Zagawa, Mazalit, Tama e Fūr (da cui il nome: Dar = sede + Fūr); esistono poi molte altre etnie meno numerose.

### Lingue
Le lingue ufficiali sono l'arabo (più diffuso e parlato) e l'inglese. Tra i gruppi di minoranza l'idioma più diffuso è il nubiano.

### Religioni
L'islam è la religione dominante, professata dal 97% della popolazione, dopo che il Sudan del Sud, in prevalenza animista e cristiano, è divenuto indipendente nel luglio del 2011.
La Chiesa cattolica in Sudan ha mantenuto nel Paese solo l'arcidiocesi di Khartoum.

## Ordinamento dello Stato

### Suddivisioni amministrative
Stati centrali e settentrionali
     Darfur
     Fronte Orientale
     Abyei
     Kordofan Meridionale e Nilo Azzurro

Stati centrali e settentrionali
Darfur
Fronte Orientale
Abyei
Kordofan Meridionale e Nilo Azzurro

Il Sudan è diviso in 17 regioni chiamate wilāyāt (al singolare wilāya). Prima della divisione dal Sudan del Sud erano 26.

### Città principali
Dopo la capitale Khartum (640.000 ab), le principali città del Paese sono:
Omdurman: situata sulla riva occidentale del Nilo, di fronte alla capitale, è un importante polo industriale e commerciale. Conta 2.400.000 abitanti.
Bahrī: terza città del Paese (1.700.000 abitanti). È situata a nord di khartoum, alla confluenza del Nilo azzurro con il Nilo bianco. Importante polo commerciale e industriale.
Port Sudan (in arabo Būr Sūdān) è il capoluogo della provincia del mar Rosso, nella parte orientale del Sudan e conta circa 490.000 abitanti. Fu fondata, intorno a un porto artificiale, tra il 1904 e il 1908. Collegata successivamente da una ferrovia a Khartum e ad Atbara, nella valle del Nilo, costituisce il principale sbocco marittimo del Paese ed è sede di industrie tessili (cotone), petrolchimiche e chimiche.
Atbara (112.000 abitanti circa) è situata sulla riva destra del fiume omonimo alla sua confluenza nel Nilo nella provincia del nord. Cotone, cereali, frutta, industrie alimentari, meccaniche e del cemento sono le sue principali risorse. Nel 1898, il generale britannico Horatio Herbert Kitchener riorganizzò l'esercito egiziano e lo portò alla vittoria contro i Dervisci del Mahdi, proprio nei pressi della città. In quell'occasione vennero impiegate per la prima volta in Sudan le mitragliatrici.

### Istituzioni

#### Ordinamento scolastico e università
L'istruzione in Sudan è obbligatoria, ed è gratis, per studenti dell'età di sei anni all'età di tredici. L'istruzione primaria dura otto anni a cui seguono tre anni di educazione secondaria. La vecchia formula educativa di 6 + 3 + 3 (anni di scuola) fu cambiata nel 1990. La lingua primaria, usata a tutti i livelli, è l'arabo. Le scuole sono concentrate negli agglomerati urbani; molte di esse, nel sud e ovest del Paese sono state distrutte dalla guerra civile. Nel 2001 la World Bank stimò la frequentazione delle scuole primarie pari a essere il 46%, e quella delle scuole secondarie il 21% dei bambini e studenti idonei alla frequentazione scolastica.
Il Sudan ha diciannove università; l'istruzione è principalmente in arabo. L'educazione ai livelli secondari e universitari è stata seriamente ostacolata dal fatto che la leva militare è richiesta prima del completamento delle suddette scuole. Stando alla World Bank, nel 2002, il livello di alfabetizzazione nei soggetti sopra i 15 anni stava al 60%, mentre nel 2000 era del 58% (69% per i maschi e 46% per le femmine). Gli analfabeti tra i 15 e i 24 anni erano il 23%.
A Khartum, la capitale del Sudan, esistono quattro livelli di educazione:
1. asili nido (mattina e pomeriggio). Si incomincia all'età di tre o quattro anni e consiste in uno o due gradi a scelta dei genitori.
2. scuole elementari. Gli alunni incominciano all'età di sei o sette anni; consiste in otto classi (otto anni) e ogni anno c'è sempre più sforzo accademico, aumentano le materie e migliorano i metodi educativi. All'ottavo anno gli alunni hanno l'età di tredici o quattordici anni e sono pronti a prendere il certificato e frequentare le scuole superiori.
3. scuola secondaria e superiore. A questo livello il metodo educativo aggiunge alcune tra le principali materie accademiche come la chimica, la biologia, la fisica, la geografia, ecc. ci sono tre gradi in questo livello e gli studenti vanno dal 14º o 15º anno di età al 17º o 18º anno di età.
4. educazione di alto livello. Ci sono molte università nel Sudan come l'Università di Khartum, istituita nel 1902, anche gente straniera si iscrive a queste università, perché hanno una buona reputazione e il costo della vita nel Sudan è molto basso.

### Organizzazioni internazionali
Il Paese appartiene dal 1986 all'Autorità intergovernativa per lo sviluppo, organizzazione politico-commerciale formata dai Paesi del Corno d'Africa.

## Politica
Il Sudan sarebbe una repubblica presidenziale, ma di fatto è una ex-dittatura militare, attualmente sotto governo di transizione dal regime alla democrazia.

## Economia
- Prodotto nazionale lordo: 85,415 miliardi di dollari USA (a parità di potere di acquisto) (stima 2012)
- Tasso di inflazione: 8,9%
- Tasso di disoccupazione: 18,7% (stima 2002)

(ove non specificato diversamente, i dati si riferiscono a stime del 2004)

### Esportazioni
Le esportazioni ammontano a circa 2,45 miliardi di dollari USA (f.o.b.) e si riferiscono a petrolio e prodotti petroliferi, cotone, sesamo, arachidi, gomma arabica, zucchero e bestiame. I paesi verso i quali esporta sono la Cina 40,9%, Arabia Saudita 17,2% e gli Emirati Arabi Uniti 5,4% (2003).
(Ove non specificato diversamente, i dati si riferiscono a stime del 2003)

### Importazioni
Il valore delle importazioni è pari a 2.383 milioni di dollari USA (f.o.b.) e si riferisce ai seguenti prodotti: prodotti alimentari, manufatti, attrezzature meccaniche per la raffinazione e il trasporto, medicinali e sostanze chimiche, tessili e grano. I paesi importatori sono Arabia Saudita 16,3%, Cina 14,2%, Regno Unito 5%, Germania 4,9%, India 4,8%, Francia 4,1%.
(Ove non specificato diversamente, i dati si riferiscono a stime del 2003)

## Cultura

### Arte
L'arte del Sudan è ricca di storia: precede e influenza l'arte faraonica del VIII e VII secolo a.C. con i reali della Nubia, ed è influenzata dalla storia di Kerma, Meroe, del Cristianesimo, dell'Islam, della colonizzazione ottomana (turca-egiziana dal 1821), Mahdiya, dal colonialismo anglo-egiziano (amministrazione britannica dal 1898) e post coloniale (dal 1956) e dalla arabizzazione. La produzione della cultura nomade si concentra sulla lavorazione delle pelli, dei metalli, nella creazione di contenitori, armi, tappeti e gioielli; la decorazione personale sul proprio abbigliamento è una forma chiave di espressione estetica e alcuni dei motivi che caratterizzano queste produzioni vengono poi ripresi nella produzione pittorica del Novecento.
La storia della produzione pittorica in Sudan si ritrova nell'arte pittorica faraonica, nell'arte islamica, cristiana, copta, nella calligrafia e nella produzione pittorica a partire dal Novecento.
La Facoltà di Arte e Arti applicate dell'Università di Tecnologia del Sudan (precedentemente Istituto tecnico di Kharṭūm e Politecnico di Kharṭūm, da non confondere con l'Università di Kharṭūm) è particolarmente attiva e ha vissuto quattro diverse fasi: l'influenza coloniale negli anni Trenta (con l'introduzione del dipartimento di Arti applicate nel Gordon Memorial College nel 1934, istituto precursore della Università di Khartum, creato nel 1902), la creazione di una scuola separata e la ricerca di un'identità sudanese tra il 1947 e il 1964; i cambiamenti tra il 1964 e l'inizio degli anni Ottanta, e le trasformazioni negli anni del successivo declino. Nella formazione degli artisti ha un ruolo importante anche l'esperienza di studio all'estero, negli anni Cinquanta nelle migliori accademie di Londra e negli anni Settanta anche in Francia e Spagna.
Secondo Rashid Diab, la produzione di arte visiva del Sudan è fortemente influenzata da un lato dal nomadismo – che per secoli non produce la cultura urbana necessaria per il fiorire di arte visive – e dall'altro dalla cultura islamica, che impone restrizioni alla rappresentazione di figure umane. Negli anni quaranta operano principalmente artisti autodidatti che creano opere figurative con rappresentazioni paesaggistiche e della vita sudanese. La scuola d'arte nasce nel 1951 (come scuola di design e poi come facoltà arti visive e applicate) e ha un forte impatto nel formare una generazione di artisti nella seconda metà degli anni cinquanta e negli anni sessanta. Sempre secondo Rashid Diab possono essere identificati movimenti artisti principali: la scuola di Khartum, i Crystallists e la produzione di un'arte più convenzionale.
La scuola di Khartum è composta da pittori e scultori interessati a riscoprire la loro identità sudanese (che unisce cultura islamica, il Corano, la tradizione sufi, le chiese cristiane e copte, e la cultura del nord della Nubia); gli artisti utilizzano nelle loro opere calligrafia, motivi islamici tradizionali e motivi africani come maschere e riturali (con gli artisti Ahmad Shibrain, Ibrahim al-Salahi, Mohammed Abdalla, Kamala Ishaq, al-Nigoumi, ʿAbd Allāh ʿOteybīi, Amīr Nūr, Magdub Rabbah, Ibrāhīm al-Awwām, Kamala Ibrāhīm, Mūsā Khalīfa, ʿOsmān Waj Allāh, Ṣāliḥ al-Zakī, Gamman, Ḥassan al-Hadī, Tāj Aḥmed)); la scuola moderna di Khartum è meno influenzata dal passato culturale sudanese e guarda al mondo occidentale sia nel linguaggio che nelle tecniche, ricevendo a volte l'accusa di produrre arte per i turisti (con gli artisti Ahmed al-Mardi, Sei el-Lautta, ʿIssām Abd al-ʿAzīz, Salih el-Zaki, Rabbah, el-Gatim, Ḥasan Mūsā, Bū Shara, Diab, Isḥāq). Secondo Elisbeth Court, la scuola di Khartum è malamente documentata dalla storia dell'arte, che la riduce a cliché, e non manifesta gli ideali culturali e l'ampiezza dell'espressione artistica che caratterizza questo progetto vitale.
L'artista Kamāla Isḥāg crea un manifesto e intorno a lui ruota il gruppo dei Crystallists.
L'arte convenzionale è una produzione pittorica e scultorea che ricalca la produzione europea moderna. Infine Rashid Diab cita una serie di artisti che non rientrano in nessuno di questi movimenti ma che hanno una loro rilevanza: Ahmed Abd Alaal, Omer Khairy (George Edward), Hassan Ali Ahmed (che creano i loro gruppi e scuole). Il giudizio di Rashid Diab sulla produzione artistica sudanese e il suo sistema tassonomico sono fortemente influenzati dalla sua considerazione che l'influsso occidentale non può che corrompere la produzione sudanese; un giudizio ovviamente sul quale non tutti i critici concordano.

### Patrimoni dell'umanità
Alcuni siti del Sudan sono stati iscritti nella Lista dei patrimoni dell'umanità dell'UNESCO.

### Letteratura
In campo letterario il Sudan si è affermato a livello internazionale, soprattutto nel xx secolo con lo scrittore Tayeb Salih e il suo romanzo del 1967 dal titolo La stagione della migrazione a Nord, dichiarato nel 2001 dall'Accademia letteraria arabica il più importante romanzo arabo del XX secolo. Altro scrittore noto Hammour Ziada, che ha avuto vari riconoscimenti internazionali.
La poesia è una produzione culturale centrale in Sudan.

### Musica
Tipico strumento musicale a corde è il kissar; altro strumento musicale a fiato è il kakaki. In ambito musicale Asma Hamza è considerata la prima compositrice sudanese. Per il genere afrobeat possiamo ricordare la cantante Alsarah.

### Missioni spaziali
3 novembre 2019: viene lanciato SRSS-1, il primo satellite del Sudan.

### Ricorrenza nazionale
- 1º gennaio: يوم الاستقلال‎: si ricorda il giorno dell'indipendenza dal Regno Unito ed Egitto, nel 1956.

## Sport
In ambito sportivo da ricordare che la nazionale di calcio del Sudan è stata Campione di Coppa d'Africa nel 1970. Inoltre il Sudan ai Giochi olimpici ha vinto la sua prima medaglia ai Giochi olimpici di Pechino 2008 con Ismail Ahmed Ismail, medaglia d'argento nell'atletica leggera (800 metri maschili). Mohamad Ahmed Isam ha vinto la prima medaglia d'oro per il Sudan nell'Atletica ai VI Giochi paralimpici estivi di Arnhem, nel 1980. Sempre nell'atletica leggera, negli 800 metri piani, Abubaker Kaki, nel 2008 e nel 2010, ha vinto la medaglia d'oro ai Campionati del mondo di atletica leggera indoor.